# Louis Émile Dardoize
Louis Émile Dardoize, né le 10 mars 1826 à Paris et mort le 17 octobre 1901 dans la même ville, est un peintre et lithographe français.
Il est le frère de l'auteur dramatique Gustave Harmant.

## Biographie
Louis Émile Dardoize naît, le 10 mars 1826 à Paris, du mariage d'Auguste Dardoize (1795-1840) et de Clara Gaussard.
Autodidacte, il ouvre un atelier de lithographie et expose au Salon entre 1845 et 1847.
Il épouse en 1850 Berthe Éléonore Naze. Veuf en 1855, il épouse en secondes noces Zoé Victorine Jaume, en 1859. Parmi ses enfants, Louis Dardoize (1854-1936) sera militaire, Jeanne Louise Dardoize (1850-1944) épousera le peintre Ernest Simon, et Berthe Dardoize (1859-1943) qui peindra aussi, épousera le consul de France Josef Pilinski. 
Pour l’Exposition universelle de 1900 il présente La Nuit verte (visible au Musée des Beaux-Arts de Carcassonne), tableau pour lequel il obtient une médaille de bronze. 
Son catalogue comporte de nombreuses toiles relatives aux Vaux-de-Cernay.
Il meurt le 17 octobre 1901 dans le 6e arrondissement de Paris à l'âge de 75 ans et est inhumé le 20 janvier au cimetière du Père-Lachaise.

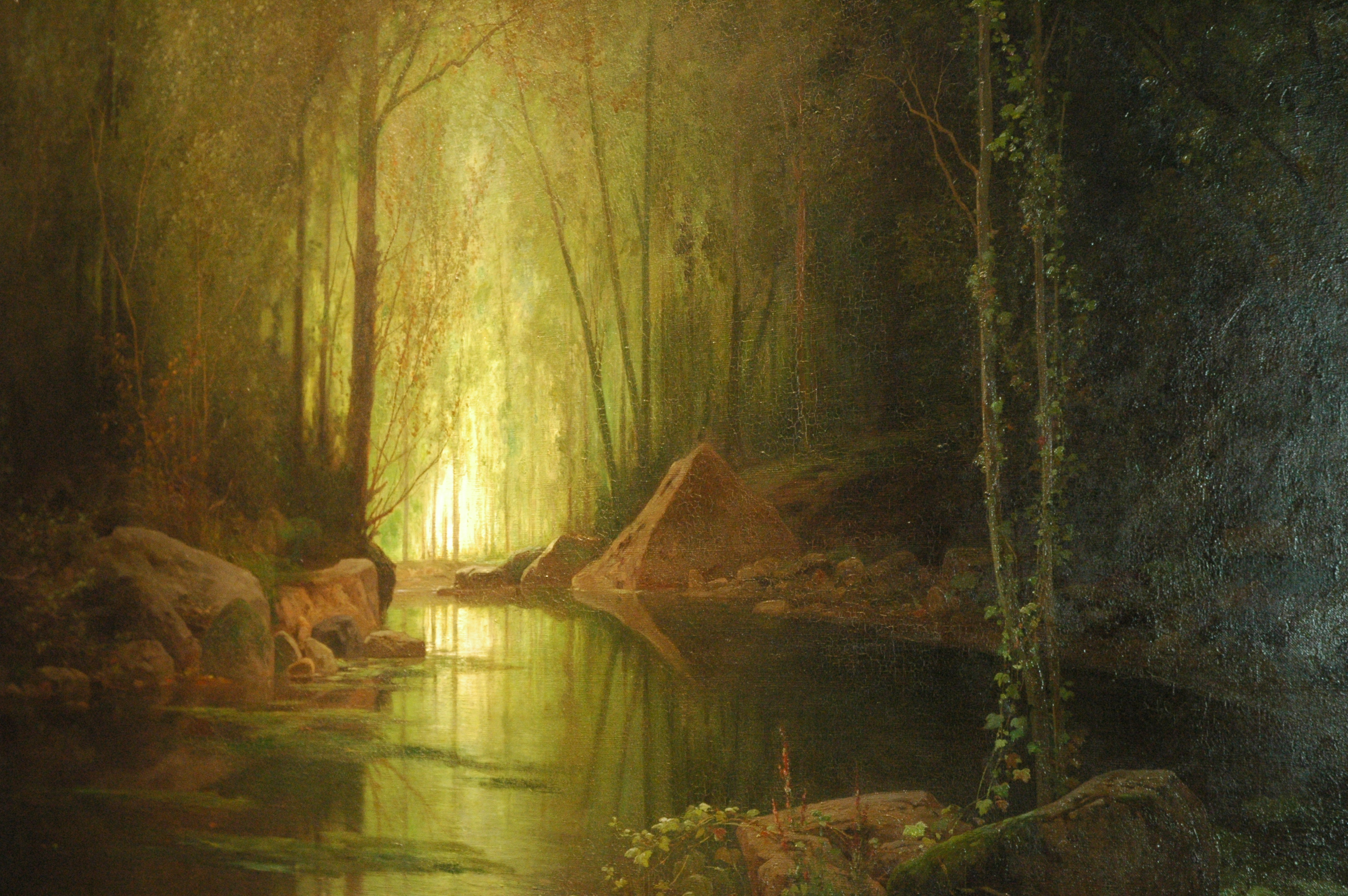
La Nuit verte (vers 1880, musée des Beaux-Arts de Carcassonne).